# Niedzwedzkia semiretschenskia
Niedzwedzkia es un género monotípico de plantas fanerógamas perteneciente a la familia de las bignoniáceas. Su única especie: Niedzwedzkia semiretschenskia es una rara flor endémica de las laderas rocosas en Kazajistán, colocado en la Lista Roja de la UICN en 1997. La planta es tratada a veces por algunos autores como perteneciente a Incarvillea, pero tiene cápsulas aladas y dehiscencia septifragal.

## Descripción
La planta cuenta con numerosos tallos nervudos verticales que alcanzan un tamaño de 45 cm de altura a partir de una base de sub-arbusto. Las hojas son profundamente incisas con lóbulos lineales. Las flores tubulares de color naranja-rosa son de 6 cm de largo por 4 cm de diámetro. Los frutos son de 5 cm de largo y cuentan con seis alas muy onduladas. Tiene un número de cromosomas de 2n = 22.

## Cultivo
La planta exige buen drenaje del suelo seco en una posición tibia expuesta a pleno sol; es resistente a -15 ° Celsius.

## Taxonomía
Niedzwedzkia semiretschenskia fue descrita por Borís Fédchenko y publicado en Bull. Jard. Bot. Petersb. 1915, xv. 399.
Etimología
Niedzwedzkia: nombre genérico que fue otorgado en honor del botánico ruso Vladislav Niedzwiecki.